# Interkøn
Interkøn er en betegnelse som bruges om personer, der har kønstræk, herunder kønsorganer, kønskirtler (dvs. æggestokke eller testikler) og kønskromosomer, som ikke passer ind i den gængse inddeling i han- og hunkøn.
Begrebet dækker over en række forskellige naturligt forekommende kropslige variationer. Nogle tilfælde af interkønnethed er synlige ved fødslen, mens andre først bliver synlige ved puberteten eller kræver en kromosomanalyse for at blive opdaget.
Andre ord som bruges for interkøn er: interkønnethed, mellemkøn, hermafrodit, interseksuel, intersex, tvekønnet, tokønnet, kønsudviklingsforstyrrelse.

## Hyppighed
Forskellige skøn over antal forekomster af interkøn i befolkningen går fra 0,01 til 1,3 %. Forekomsten varierer alt efter, om man definerer interkønnethed på en måde, der inkluderer de forskellige syndromer og kromosomtilstande, der påvirker udviklingen af primære og sekundære kønstræk og gør, at de ikke svarer til samfundets traditionelle kønsopdeling, eller om man, som nogle psykologer gør, benytter et strengere kriterium, der kun inkluderer individer, hvis kromosomsammensætning ikke svarer til deres anatomiske kønskarakteristika. Foreningen Sex & Samfund anfører at ca. 1-2 ud af 1000 personer er interkønnede.

## Eksempler på typer af interkønnethed
Interkøn kan bl.a. bestå af:
- Klinefelters syndrom: Man har 3 kønskromosomer: XXY
- Turner syndrom: Man har kun 1 kønskromosom: X
- Androgent insensitivitetssyndrom (AIS) eller Morris syndrom: Kroppen reagerer ikke på det mandlige kønshormon androgen
- Medfødt adrenal hyperplasi[6]